# Европско првенство у атлетици на отвореном 1934 — скок мотком за мушкарце
Такмичење у скоку мотком у мушкој конкуренцији на 1. Европском првенству у атлетици 1934. у Торину одржано је 7. септембра на Стадиону Бенито Мусолини.

## Земље учеснице
Учествовало је 11 такмичара из 9 земаља.
1. Бугарска (1)
2. Естонија (1)
3. Италија (1)
4. Мађарска (1)
5. Немачка (1)
6. Финска (1)
7. Француска (2)
8. Швајцарска (1)
9. Шведска (2)

## Освајачи медаља
|                       |                     |                    |
| Густав Венгер Немачка | Бо Јунгберг Шведска | Јон Линдрот Финска |

## Резултати

### Квалификација
Квалификациона норма за улазак у финале била је 3,60 м. (КВ). Норму су испунили сви такмичари па су се сви састали и у финалу које је одржано истог дана.
| Место | Атлетичар       | Земља      | Резултат | Бел. |
| ----- | --------------- | ---------- | -------- | ---- |
| 1     | Евалд Арма      | Естонија   | 3,60     | КВ   |
| 1     | Данило Иноченти | Италија    | 3.60     | КВ   |
| 1     | Јон Линдрот     | Финска     | 3,60     | КВ   |
| 1     | Робер Винтуски  | Француска  | 3,60     | КВ   |
| 1.    | Бо Јунгберг     | Шведска    | 3,60     | КВ   |
| 1.    | Љубен Дојчев    | Бугарска   | 3,60     | КВ   |
| 1.    | Хенри Линдблад  | Шведска    | 3,60     | КВ   |
| 1.    | Виктор Жуфка    | Мађарска   | 3,60     | КВ   |
| 9.    | Густав Венгер   | Немачка    | 3,60     | КВ   |
| 9.    | Пјер Рамадије   | Француска  | 3,60     | КВ   |
| 11.   | Адолф Мајер     | Швајцарска | 3,60     | КВ   |

### Финале
| Место | Атлетичар       | Земља      | Резултат | Бел. |
| ----- | --------------- | ---------- | -------- | ---- |
|       | Густав Венгер   | Немачка    | 4,00     | РЕП  |
|       | Бо Јунгберг     | Шведска    | 4,00     | РЕП  |
|       | Јон Линдрот     | Финска     | 3,90     |      |
| 4.    | Виктор Жуфка    | Мађарска   | 3,90     |      |
| 5.    | Пјер Рамадије   | Француска  | 3,90     |      |
| 6.    | Данило Иноченти | Италија    | 3,80     |      |
| 7.    | Робер Винтуски  | Француска  | 3,80     |      |
| 7.    | Хенри Линдблад  | Шведска    | 3,80     |      |
| 7.    | Евалд Арма      | Естонија   | 3,80     | НР   |
| 10.   | Адолф Мајер     | Швајцарска | 3,70     |      |
| 10.   | Љубен Дојчев    | Бугарска   | 3,70     |      |